# Національна народна армія

Прапор ННА НДР

Прапор ВМФ НДР

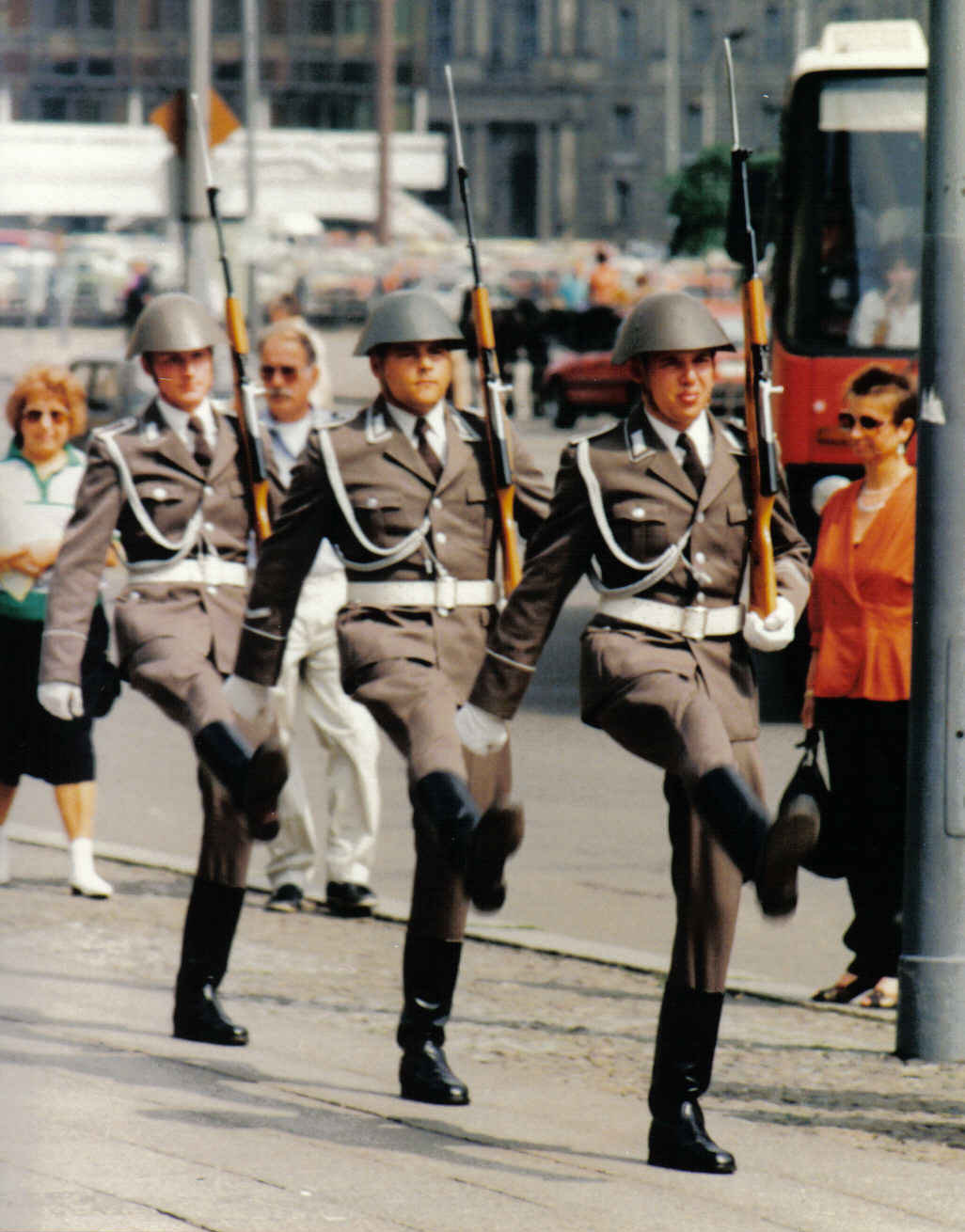
Почесна варта ННА

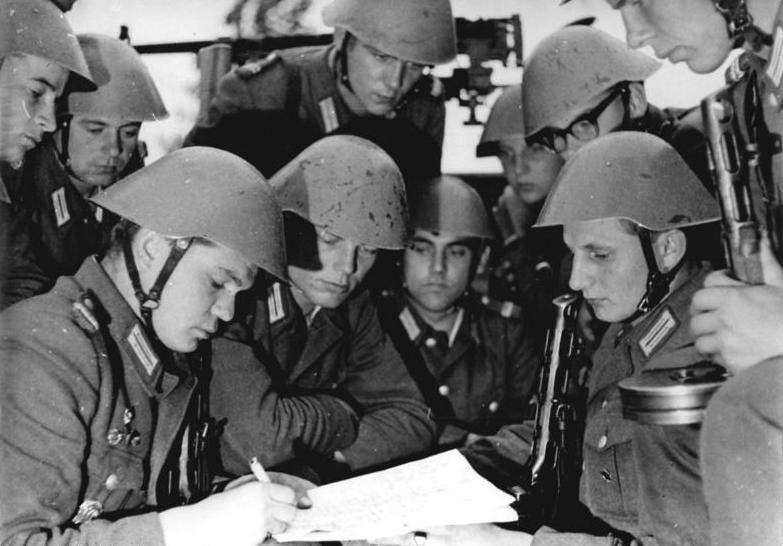
Солдати армії НДР. (ННА сформувалася в 1956 році з т. зв. «Казарменої поліції», що входила в структуру Народної поліції). Військовослужбовці, зафіксовані на фото, відносяться до частин, еквівалентним українській «Національній гвардії».
Перед вартою біля берлінської стіни 1961 рік.

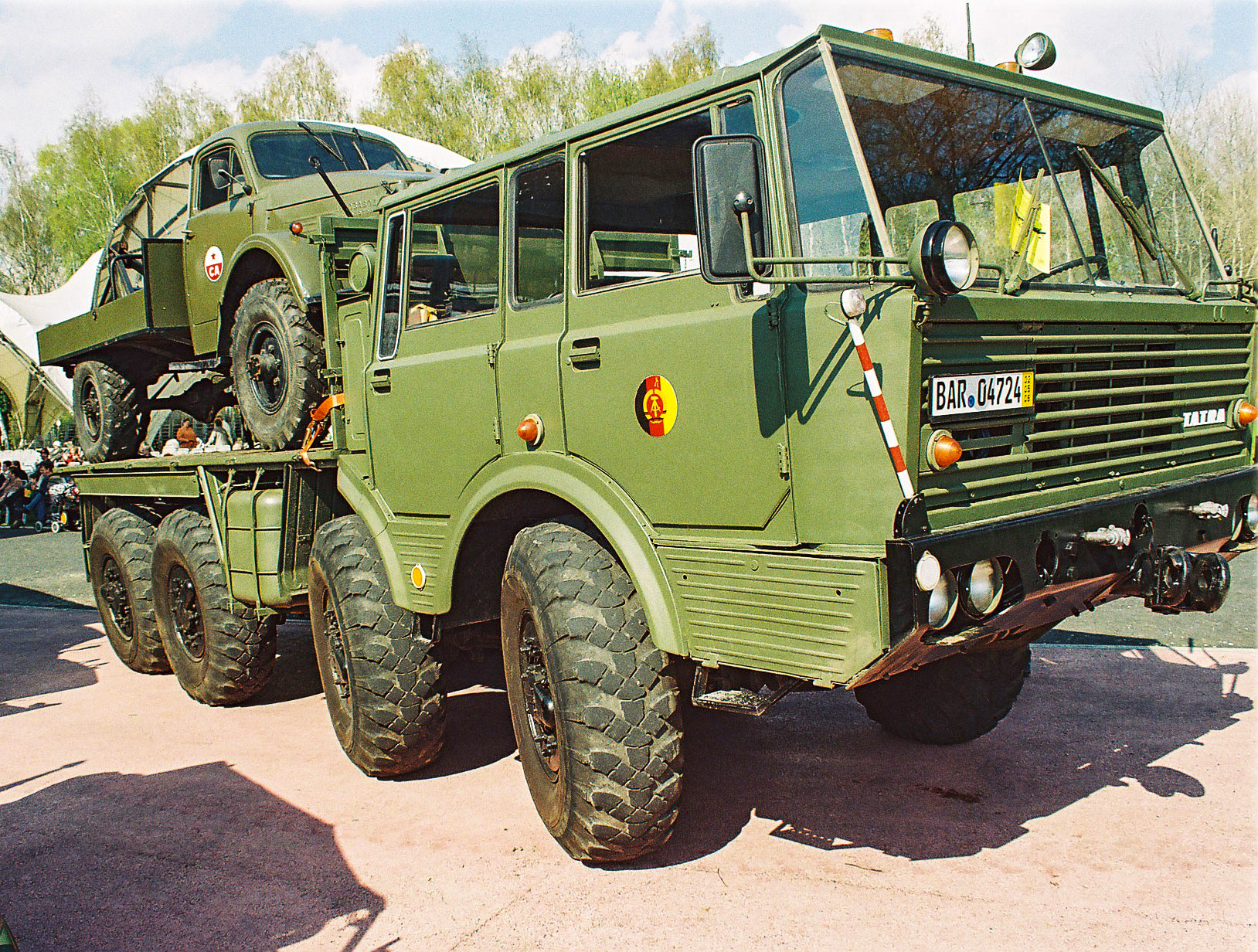
Вантажівка Татра-813 армії НДР

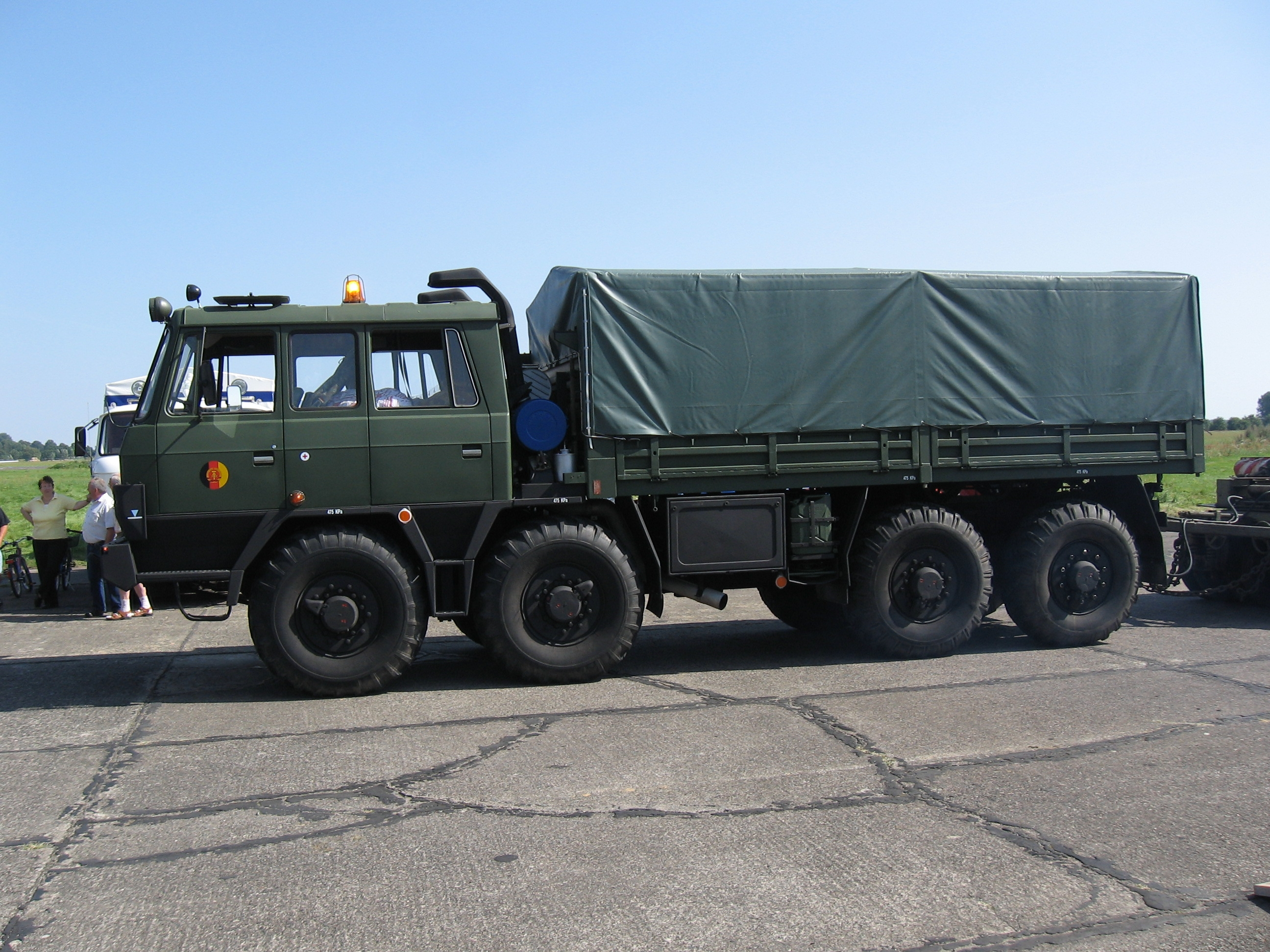
Вантажівка Татра-815 на озброєнні армії НДР

Націона́льна наро́дна а́рмія (нім. Nationale Volksarmee, NVA) — збройні сили НДР.

## Створення
18 січня 1956 року Народна палата НДР прийняла Закон про створення Національної народної армії (ННА) та заснування міністерства національної оборони. 1 березня 1956 року, коли перші частини ННА склали військову присягу, відзначався як День Національної народної армії (ННА) і був всенародним святом трудящих Німецької Демократичної Республіки.

## Доктрина
Офіційна позиція східно-німецького керівництва в питаннях оборони формулювалася як «заперечення всіх традицій пруссько-німецької вояччини», і ґрунтувалася на подальшому зміцненні обороноздатності соціалістичного ладу НДР, а також на тісній взаємодії з арміями соціалістичних країн. ННА продовжувала традиції збройної боротьби німецького пролетаріату, а також визвольного руху епохи наполеонівських воєн. Проте повністю з класичною військовою традицією Німеччини порвано не було. Система звань та знаків розрізнення ННА НДР являла собою компіляцію з знаків розрізнення вермахту і Радянської Армії. Варто зазначити, що система звань в бундесвері формувалася під впливом системи звань США.
Стаття 7.2 Конституції НДР 1968 року:

Німецька Демократична Республіка організовує оборону країни, а також охорону соціалістичного ладу і мирного життя громадян. Національна народна армія і інші органи оборони охороняють соціалістичні завоювання народу від усіх посягань ззовні. Національна народна армія підтримує в інтересах збереження миру та забезпечення безпеки соціалістичної держави тісне бойове братерство з арміями Радянського Союзу та інших соціалістичних держав.

## Підготовка офіцерського складу
Підготовка офіцерського складу проводилася у вищих офіцерських училищах і у Військовій академії ім. Фрідріха Енгельса. На 1973 рік за соціальним походженням близько 90 % офіцерів і генералів були вихідцями з робітників і селян.

## Чисельність
Станом на 1987 рік Сухопутні сили ННА НДР налічували 120 000 військовослужбовців.
Включали в себе 2 бронетанкових дивізії, 4 моторизованих дивізії, 2 бригади ракет типу «земля-земля», 10 артилерійських полків, 9 полків ППО, 1 полк авіапідтримки, 2 протитанкових батальйону та інші частини підтримки.

## Кінець армії НДР
3 жовтня 1990 року відбулося возз'єднання Німецької Демократичної Республіки та Федеративної Республіки Німеччини. Однак армія НДР не була включена до складу бундесверу, а була фактично розформована. Генерали ННА були звільнені міністром роззброєння і оборони НДР Райнером Еппельманном зі служби ще 2 жовтня. Військові звання офіцерів ННА не були визнані бундесвером, який фактично позбавив їх звань, а службу в армії НДР не визнали ні за військовий, ні за цивільний трудовий стаж. Однак не відразу, але згодом були звільнені багато фахівців (льотчики і авіатехніки), які обслуговували прийняті на озброєння бундесвером винищувачі МіГ-29, що раніше належали ННА. Прийняті на службу в Бундесвері офіцери ННА отримали нижчі звання. 3 жовтня ННА складалася з 88800 осіб (серед них 23 155 офіцерів і 22549 унтер-офіцерів), але більшість особового складу не були прийняті на службу в Бундесвері.

## Військово-морський флот НДР

### Склад
З усіх невеликих флотів країн-союзниць СРСР по Варшавському договору Військово-морський флот Національної Народної Армії НДР в кінці 1980-х рр. був найбільш боєздатним. Його основу становили сучасні кораблі, які вступили в дію в 1970-1980-х рр.
Всього до моменту об'єднання Німеччини в 1990 р. в його складі перебували 110 бойових кораблів різних класів і 69 допоміжних суден. У складі морської авіації налічувалося 24 вертольоти (16 — типу Мі-8 і 8 — типу Мі-14), а також 20 винищувачів-бомбардувальників Су-17. Чисельність особового складу ВМФ — близько 16 тисяч осіб.
Найбільшими кораблями у складі ВМФ НДР були три сторожових кораблі (СКР) типу «Rostock» (пр.1159), побудовані в СРСР на Зеленодольському суднобудівному заводі в 1978, 1979 і 1986 роках відповідно.
Основу протичовнових сил становили 16 малих протичовнових кораблів (МПК) типу «Parchim» пр.133.1. Кораблі будувалися з 1980 по 1985 р. на верфі «Peenewerft» у м. Вольгаст за проєктом, розробленим в НДР за допомогою радянських фахівців на базі МПК пр.1124. У 1986—1990 рр. для СРСР було побудовано 12 МПК цього типу по модернізованому проєкту 133.1-М.
Іншим прикладом співпраці Радянського Союзу та Східної Німеччини в галузі військового кораблебудування було будівництво в НДР за радянським проєктом (пр.151) ракетних катерів (РКА) водотоннажністю 380 т, які планувалося озброїти вісьмома новітніми протикорабельними ракетами (ПКР) «Уран» (виробництво ПКР за радянською ліцензією планувалося розгорнути в НДР). Передбачалося, що цей РКА надійде на озброєння флотів країн-учасниць Варшавського договору. До об'єднання Німеччини вдалося побудувати тільки два катери цього типу, ще чотири перебували в різному ступені готовності. Для заміни застарілих РКА пр.205 (наприкінці 1980-х рр. всі 12 РКА цього проєкту вивели в резерв) ВМФ НДР отримав від СРСР п'ять ракетних катерів пр.1241-РЕ. Ці катери (розроблені ЦКБ «Алмаз» на базі пр.1241.1-T) з 1980 р. будувалися на експорт Рибінським та Ярославським суднобудівними заводами. Всього для Болгарії, НДР, Індії, Ємену, Польщі та Румунії побудували 22 РКА. У складі ВМФ НДР знаходилися також шість великих торпедних катерів пр.206, побудованих в СРСР в 1968—1976 рр.
Тільки в ВМФ НДР існував такий клас кораблів, як надмалі (водотоннажністю 28 тонн) ТКА типу «Libelle» (подальший розвиток ТКА типу «Iltis») з жолобними торпедними апаратами для 533-мм торпед. Торпеда вистрілювали назад — так само, як це робили радянські ТКА типу «Р-5» в 1930—1940 рр. Східнонімецький флот мав тридцять ТКА типу «Libelle».
У складі амфібійних сил перебувало 12 десантних кораблів (ДК) типу «Hoyerswerda» (повним водотоннажністю 2000 тонн), спроєктованих і побудованих в 1974—1980 рр. в НДР. Ще два кораблі цього типу переобладнали в транспорти постачання.
ВМФ НДР мав достатньо численними мінно-тральних силами. З 1969 р. велося будівництво базових тральщиків (БТЩ) типу «Greiz» («Kondor II»). Східнонімецький флот отримав 26 кораблів цього типу, ще 18 одиниць добудували у варіанті прикордонних СКР (тип «Kondor I») для Берегової охорони (Grenzebrigade Kuste). П'ять БТЩ були переобладнані в рятувальні і навчальні суду.
У складі допоміжного флоту перебувало 69 судів різного призначення. В основному це були сучасні судна порівняно невеликої водотоннажності, побудовані на національних верфях, а також в СРСР і ПНР.

### Після розпаду НДР
3 жовтня 1990 «держава робітників і селян на німецькій землі» (як гордо називав НДР її перший керівник Вільгельм Пік) припинило своє існування, і перед керівництвом об'єднаної Німеччини з усією гостротою постало питання, що робити з особовим складом і озброєнням, що дістався у спадок від ННА НДР. На території колишньої НДР було утворено тимчасове об'єднане командування Bundeswehr «Ost» (Схід), яке і прийняло на себе роль ліквідаційної комісії. Особовий склад строкової служби поступово звільнили, деяка кількість офіцерів після відповідної «перевірки» взяли на службу в Бундесвер. Озброєння і техніку, за рідкісним винятком (винищувачі МіГ-29), передбачалося продати іншим країнам або ж утилізувати. Весь флот колишньої НДР був зосереджений в Ростоку і чекав своєї долі. Відразу ж вирушили на злам найбільш старі кораблі. Уряд ФРН посилено шукав покупців, розраховуючи вигідно продати найсучасніші бойові одиниці.
Всі 16 МПК типу «Parchim» в 1992 р. купила Індонезія, кораблі після переобладнання та підготовки екіпажів поступово перейшли в індонезійський порт Сурабайя. Цікаво відзначити, що в 1996 р. Зеленодольське ПКБ запропонувало командуванню ВМС Індонезії проєкт модернізації цих кораблів до рівня МПК пр.133.1-М. Крім того, Індонезія придбала 9 БТЩ типу «Kondor II» і всі 12 ДК типу «Hoyerswerda», а також два переобладнаних з ДК транспорту постачання.
Вигідно продавши Індонезії більшу частину сучасних кораблів, уряд ФРН став фактично роздаровувати рештки. Так, в 1993—1994 рр. було прийнято рішення про передачу Латвії трьох, а Естонії — дев'яти переобладнаних катерів пр.205 (з них зняли пускові установки ПКР П-15). Частина катерів вже передана. Латвії дісталися і два БТЩ типу «Kondor II». Так само щедро були роздані Німеччиною і прикордонні СКР типу «Kondor I»: чотири одиниці — Тунісу, два — Мальті, один — Гвінеї-Бісау, два (1994 р.) — Естонії.
Ні один бойовий корабель ВМФ НДР не увійшов до складу військово-морського флоту Німеччини. Три новітніх катери пр.151 (один добудували вже у ФРН, три в недобудованому стані продали Польщі) були переозброєні і включені до складу Берегової охорони (Bundesgrenzschutz-See) ФРН разом з трьома прикордонними СКР типу «Kondor I».

## Система військових звань та знаків розрізнення
Звання фенріх і оберфенріх відповідають званням прапорщик і старший прапорщик у Радянській Армії.
Примітка до ілюстрації: колір окантовки погон залежить від роду військ.
| генерали ННА                                                  | генерали ННА                 | генерали ННА                      | генерали ННА                        | генерали ННА                 |
| Маршал НДР (Marschall der DDR) Звання ніколи не присвоювалося | Генерал армії (Armeegeneral) | Генерал-полковник (Generaloberst) | Генерал-лейтенант (Generalleutnant) | Генерал-майор (Generalmajor) |
| ------------------------------------------------------------- | ---------------------------- | --------------------------------- | ----------------------------------- | ---------------------------- |
|                                                               |                              |                                   |                                     |                              |

| офіцери ННА        | офіцери ННА                   | офіцери ННА   | офіцери ННА         | офіцери ННА                      | офіцери ННА          | офіцери ННА                        |
| Полковник (Oberst) | Підполковник (Oberstleutnant) | Майор (Major) | Капітан (Hauptmann) | Старший лейтенант (Oberleutnant) | Лейтенант (Leutnant) | Молодший лейтенант (Unterleutnant) |
| ------------------ | ----------------------------- | ------------- | ------------------- | -------------------------------- | -------------------- | ---------------------------------- |
|                    |                               |               |                     |                                  |                      |                                    |

| прапорщики ННА                              | прапорщики ННА                  | прапорщики ННА                   | прапорщики ННА       |
| Старший штабс-прапорщик (Oberstabsfähnrich) | Штабс-прапорщик (Stabsfähnrich) | Старший прапорщик (Oberfähnrich) | Прапорщик (Fähnrich) |
| ------------------------------------------- | ------------------------------- | -------------------------------- | -------------------- |
|                                             |                                 |                                  |                      |

| сержанти ННА                       | сержанти ННА                     | сержанти ННА            | сержанти ННА                       | сержанти ННА                 |
| Штабс-фельдфебель (Stabsfeldwebel) | Обер-фельдфебель (Oberfeldwebel) | Фельдфебель (Feldwebel) | Унтер-фельдфебель (Unterfeldwebel) | Унтер-офіцер (Unteroffizier) |
| ---------------------------------- | -------------------------------- | ----------------------- | ---------------------------------- | ---------------------------- |
|                                    |                                  |                         |                                    |                              |

| солдати ННА                     | солдати ННА          | солдати ННА      |
| Штабс-єфрейтор (Stabsgefreiter) | Єфрейтор (Gefreiter) | Рядовий (Soldat) |
| ------------------------------- | -------------------- | ---------------- |
|                                 |                      |                  |